# Facepunch Studios
Facepunch Studios é uma empresa britânica de desenvolvimento de jogos eletrônicos independentes sediada em Walsall, Inglaterra. Foi fundada em 2004 e incorporada em 14 de março de 2009 por Garry Newman. A empresa é conhecida principalmente pelos seus jogos de mundo aberto Garry's Mod e Rust.